# Patrick Pons
Patrick Noël Raymond Pons, conegut com a Patrick Pons   (16è districte de París, 24 de desembre de 1952 - Northampton, 12 d'agost de 1980), va ser un pilot de motociclisme francès que va destacar en competició internacional durant la dècada del 1970. Va competir als Grans Premis de 1973 a 1980 i hi va obtenir com a millor resultat sengles tercers llocs als campionats del món de 250cc i 350cc de 1974. El 1979 va esdevenir el primer francès a guanyar un títol mundial de motociclisme en proclamar-se campió de Fórmula 750, aleshores amb rang de campionat del món.
El 1980, Pons va guanyar la prestigiosa Daytona 200. Poc després es va morir arran de les ferides patides en un accident al Gran Premi de Gran Bretanya, disputat el 10 d'agost al circuit de Silverstone.

## Resultats al Mundial de motociclisme
Barem de puntuació de 1969 a 1987:
| Posició | 1  | 2  | 3  | 4 | 5 | 6 | 7 | 8 | 9 | 10 |
| Punts   | 15 | 12 | 10 | 8 | 6 | 5 | 4 | 3 | 2 | 1  |

(Ids. Grans Premis | Llegenda) (Curses en negreta indiquen pole; curses en  itàlica indiquen volta ràpida)
| Any  | Categoria | Equip  | 1       | 2     | 3      | 4      | 5     | 6      | 7      | 8      | 9      | 10    | 11    | 12     | Punts | Posició | Victòries |
| ---- | --------- | ------ | ------- | ----- | ------ | ------ | ----- | ------ | ------ | ------ | ------ | ----- | ----- | ------ | ----- | ------- | --------- |
| 1973 | 250cc     | Yamaha | FRA 9   | AUT - | GER -  |        | IOM - | YUG -  | NED -  | BEL 6  | CZE 5  | SWE 7 | FIN 7 | ESP -  | 21    | 11è     | 0         |
| 1973 | 350cc     | Yamaha | FRA -   | AUT - | GER -  | NAT -  | IOM - | YUG -  | NED -  |        | CZE 8  | SWE 8 | FIN - | ESP 3  | 16    | 13è     | 0         |
| 1974 | 250cc     | Yamaha |         | GER - |        | NAT 3  | IOM - | NED 4  | BEL 7  | SWE 3  | FIN -  | CZE 5 | YUG 2 | ESP -  | 50    | 3r      | 0         |
| 1974 | 350cc     | Yamaha | FRA 4   | GER - | AUT 4  | NAT -  | IOM - | NED 3  |        | SWE 2  | FIN 10 |       | YUG 4 | ESP -  | 47    | 3r      | 0         |
| 1974 | 500cc     | Yamaha | FRA -   | GER - | AUT -  | NAT -  | IOM - | NED -  | BEL 4  | SWE -  | FIN -  | CZE - |       |        | 8     | 21è     | 0         |
| 1975 | 250cc     | Yamaha | FRA 4   | ESP 2 |        | GER 5  | NAT 5 | IOM -  | NED 7  | BEL 10 | SWE 7  | FIN 5 | CZE 5 | YUG 3  | 48    | 5è      | 0         |
| 1975 | 350cc     | Yamaha | FRA -   | ESP - | AUT 5  | GER -  | NAT 3 | IOM -  | NED -  | BEL -  | SWE -  | FIN 3 | CZE 5 | YUG -  | 32    | 5è      | 0         |
| 1975 | 500cc     | Yamaha | FRA 5   | ESP - | AUT -  | GER -  | NAT - | IOM -  | NED -  | BEL -  | SWE -  | FIN - | CZE - | YUG -  | 6     | 20è     | 0         |
| 1976 | 250cc     | Yamaha | FRA 7   |       | NAT -  | YUG 10 | IOM - | NED -  | BEL -  | SWE 10 | FIN -  | CZE - | GER - | ESP -  | 6     | 22è     | 0         |
| 1976 | 350cc     | Yamaha | FRA Ret | AUT 9 | NAT -  | YUG 7  | IOM - | NED 2  |        |        | FIN -  | CZE - | GER - | ESP -  | 18    | 14è     | 0         |
| 1977 | 250cc     | Yamaha | VEN -   | GER - | NAT -  | ESP -  | FRA - | YUG 10 | NED 12 | BEL -  | SWE 13 | FIN - | CZE - | GBR 10 | 2     | 33è     | 0         |
| 1977 | 350cc     | Yamaha | VEN -   | GER - | NAT -  | ESP 5  | FRA - | YUG -  | NED 10 |        | SWE 9  | FIN 5 | CZE - | GBR -  | 15    | 17è     | 0         |
| 1978 | 350cc     | Yamaha | VEN 5   | AUT - | FRA -  | NAT -  | NED - |        | SWE -  | FIN -  | GBR 10 | GER 9 | CZE - | YUG -  | 9     | 17è     | 0         |
| 1979 | 350cc     | Yamaha | VEN 10  | AUT 8 | GER -  | NAT -  | ESP 5 | YUG 9  | NED -  | FIN -  | GBR -  | FRA - | CZE - |        | 12    | 15è     | 0         |
| 1980 | 500cc     | Yamaha | NAT -   | ESP - | FRA 10 | NED 10 | BEL 8 | FIN 6  | GBR -  | GER -  |        |       |       |        | 10    | 16è     | 0         |